# Autograf (fotogrametria)
Autograf – instrument geodezyjny przystosowany do opracowywania zdjęć fotogrametrycznych. Umożliwia odczytywanie współrzędnych przestrzennych oraz automatyczne kreślenie w żądanej skali map sytuacyjno-wysokościowych.
Ewolucja autografu:
- autograf analogowy (stereoploter). Pierwowzór autografu analogowego - stereoautograf skonstruował w 1907 r. Eduard Ritter von Orel. Pierwszy, właściwy autograf analogowy - Autocartograph skonstruował w 1921 r. Profesor Reinhard Hugershoff. Autograf taki składał się z: nośników, układów optycznego i podświetlającego, systemu wodzideł i liniałów realizujących w sposób mechaniczny lub mechaniczno-optyczny wspomniane zależności matematyczne pomiędzy współrzędnymi tłowymi zdjęć a współrzędnymi terenowymi (przy założeniu wykorzystania efektu stereoskopowego). Niezwykłą precyzję urządzenia gwarantowały doskonałe materiały konstrukcyjne, z jakich je wykonano, i stabilność wynikająca z dużego ciężaru urządzenia (nawet kilkaset kilogramów). W 1961 zakłady Wilda w Heerbruggu (Szwajcaria) zaprojektowały ostatni autograf analogowy: A-10.
- autograf analityczny. W 1961 U.V. Helava skonstruował pierwszy autograf analityczny AP-1 (AnaPlot). Producentem urządzenia były: Ottico Meccanica Italiana i Bendix Corporation z USA. W autografie analitycznym wodzidła i liniały, znane z urządzeń analogowych - zastąpił komputer sterujący w czasie rzeczywistym przesuwającymi się względem siebie nośnikami ze zdjęciami. Części mechaniczne zredukowane zostały do ortogonalnych liniałów, które pozwalały na niezależny ruch zdjęć względem siebie i realizowały współrzędne tłowe zgodnie z równaniem kolinearności. Oprogramowanie komputera pozwoliło na edycję mapy wektorowej. Niektóre z modeli autografów wyposażono w urządzenia umożliwiające automatyczny pomiar danych do budowy numerycznego modelu terenu. Ograniczenie części mechanicznych zapewniło wysoką niezawodność autografów analitycznych oraz uzyskiwanie wyższych dokładności.
- autograf cyfrowy, zwany też fotogrametryczną stacją roboczą. Po raz pierwszy zaprezentowano DSP1 - prototyp fotogrametrycznej stacji cyfrowej firmy Kern w 1988 w Kioto. W 1991 r. pracowały już cyfrowe stacje fotogrametryczne ImageStation firmy Intergraph. W autografach cyfrowych zdjęcia analogowe zastąpiono obrazami cyfrowymi powstałymi przez zeskanowanie klatek filmu albo pozyskanymi z kamer cyfrowych. Do najprostszej metody wykorzystania stereoskopii należy obserwacja obrazów wyświetlanych na podzielonym na dwie części ekranie monitora za pomocą stereoskopu lub wykorzystanie właściwości obrazu anaglifowego. Najwyższy komfort wykorzystujący stereoskopię zapewniają systemy wykorzystujące aktywne lub pasywne okulary polaryzacyjne. Oprogramowanie stacji fotogrametrycznych pozwala na wyprodukowanie w krótkim czasie, często w sposób automatyczny, wektorowych i rastrowych map oraz planów, przetwarzanie cyfrowych wyników pomiaru (np. obliczanie objętości czy pól powierzchni).